# أمور أنجيلي
أمور أنجيلي (25 فبراير 1991 في بلجيكا - ) هو لاعب كرة قدم بلجيكي في مركز الوسط. شارك مع منتخب بلجيكا تحت 17 سنة لكرة القدم ومنتخب بلجيكا تحت 19 سنة لكرة القدم ومنتخب بلجيكا تحت 21 سنة لكرة القدم. أما مع النوادي، فقد لعب مع بيرتشوت وبيرسخوت إيه سي وستاندارد لييج ونادي أفيلينو ونادي مونز وفيربرودرينغ دندر إندرخت هكلغام ‏.

## روابط خارجية
- أمور أنجيلي على موقع الاتحاد البلجيكي (الإنجليزية)
- أمور أنجيلي على موقع قاعدة بيانات كرة القدم.إي يو (الإنجليزية)
- أمور أنجيلي على موقع Soccerway.com (الإنجليزية)
- أمور أنجيلي على موقع عالم كرة القدم.نت (الإنجليزية)